# Ácido zaragócico
Los ácidos zaragócicos son una familia de productos naturales producidos por algunos hongos. Los primeros ácidos zaragócicos caracterizados, A, B y C, se aislaron de cultivos no identificados de "hongos estériles" (Mycelia sterilia) obtenidos de agua del río Jalón, a las afueras de la ciudad aragonesa de Zaragoza (España). A y B se obtuvieron de cultivos ATCC 20986 y ATCC 20985, del hongo Sporormiella intermedia. El ácido zaragócico C se obtuvo a partir del culitivo ATCC 70411 de Leptodontium elatius. Esta familia de productos naturales posee un núcleo singular de 4,8-dioxabiciclo[3.2.1]octano y varía en las cadenas laterales 1-alquilo y 6-acilo.
Los ácidos zaragócicos D y D2 se han aislado de los hongos queratinofílicos Amauroascus niger.

## Usos
Los ácidos zaragócicos son inhibidores potentes de la escualeno sintasa de S. cerevisiae y de otros hongos, e incluso de mamíferos y, por tanto, son inhibidores de la síntesis de esteroles. La escualeno sintasa es la primera enzima implicada en la síntesis de esteroles, que cataliza la condensación reductora del pirofosfato de farnesilo para formar escualeno. Como inhibidor de la escualeno sintasa, el ácido zaragócico conduce en los primates a una reducción de la concentración de colesterol en plasma. Se ha descrito un aumento en la transcripción de los genes de receptores hepáticos de LDL (lipoproteínas de baja densidad, por sus siglas en inglés) tras el tratamiento de ratas con ácido zaragócico A.